# روتنباخ آن در بغنيتز
روتنباخ آن در بغنيتز (بالألمانية: Röthenbach an der Pegnitz) هي مدينة و بلدة ألمانية تقع في ألمانيا في منطقة نورنبيرغر لاند.

## المدن التوأمة
مدن فرداو، Bad Gleichenberg و Les Clayes-sous-Bois هي مدن توأمة لـروتنباخ آن در بغنيتز.